# Mortefontaine (Aisne)
Mortefontaine ist eine französische Gemeinde mit 215 Einwohnern (Stand: 1. Januar 2022) im Département Aisne in der Region Hauts-de-France (frühere Region: Picardie). Sie gehört zum Arrondissement Soissons, zum Kanton Vic-sur-Aisne und zum Gemeindeverband Retz en Valois.

## Geographie
Die Gemeinde Mortefontaine liegt am Flüsschen Vandy, das hier noch Ru de Sainte-Clotilde genannt wird und der Aisne zuströmt. Mortefontaine umfasst die Ortsteile Ferme du Pouy, La Raperie, Vaubéron sowie Roy Saint-Nicolas und liegt an der Grenze zum Département Oise, rund 20 Kilometer westsüdwestlich von Soissons. Nachbargemeinden von Mortefontaine sind Montigny-Lengrain und Laversine im Norden, Cœuvres-et-Valsery im Osten, Vivières im Süden, Taillefontaine, Retheuil und Chelles im Westen und Hautefontaine im Nordwesten.

## Geschichte
Das Gehöft Vaubéron ist eine Gründung des Klosters Longpont, einer Zisterzienserniederlassung. Mortefontaine selbst wird auf eine Templergründung zurückgeführt.

### Bevölkerungsentwicklung
| Jahr                       | 1962 | 1968 | 1975 | 1982 | 1990 | 1999 | 2006 | 2013 | 2022 |
| Einwohner                  | 267  | 293  | 226  | 236  | 250  | 253  | 245  | 247  | 215  |
| Quellen: Cassini und INSEE |      |      |      |      |      |      |      |      |      |

## Sehenswürdigkeiten
- Kirche Saint-Hilaire aus dem 12. Jahrhundert, 1927 als Monument historique eingetragen[1]
- Rue des Templiers mit befestigten Häusern
- Taubenhäuser bei mehreren Gehöften

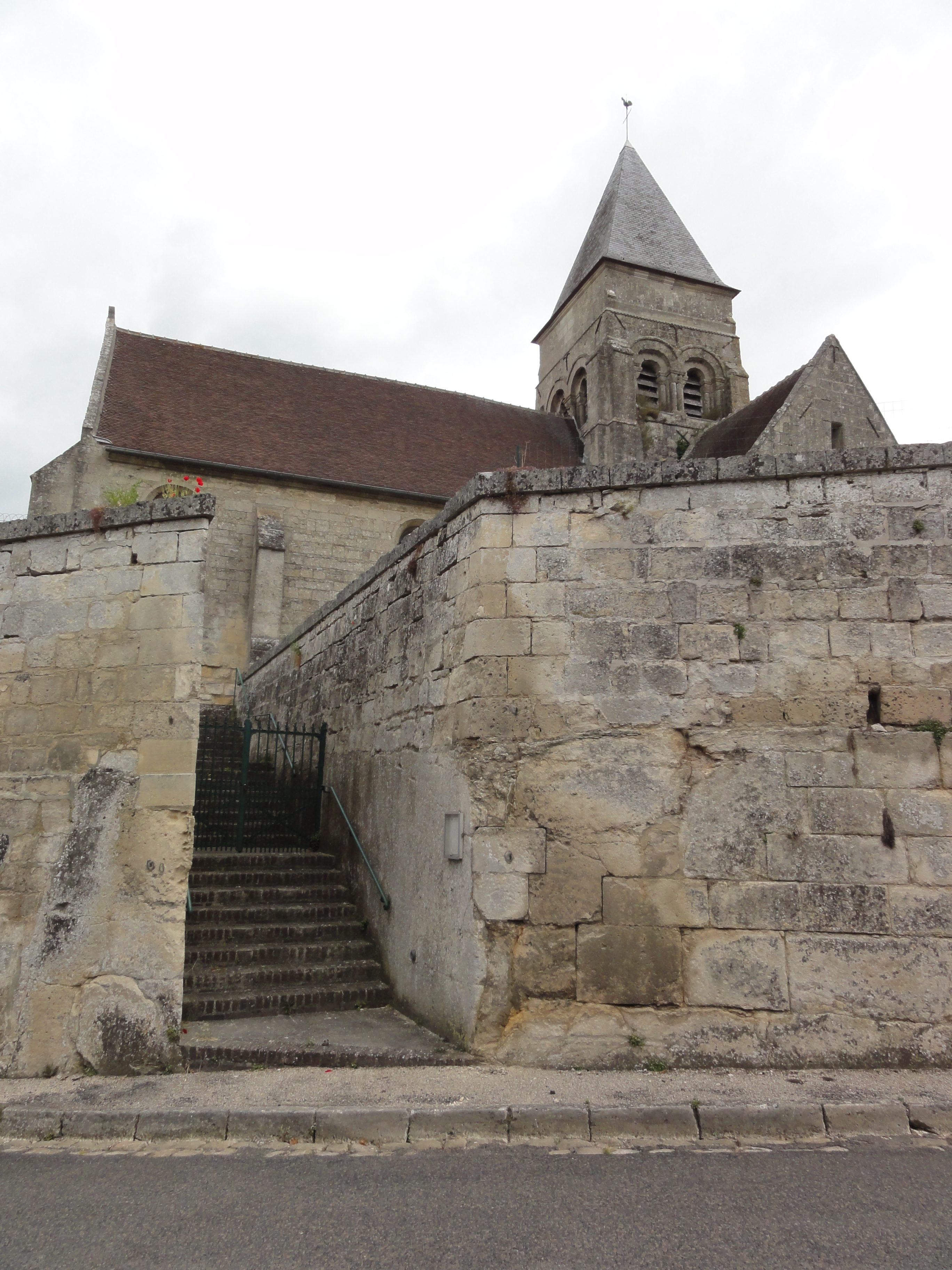
Kirche Saint-Hilaire
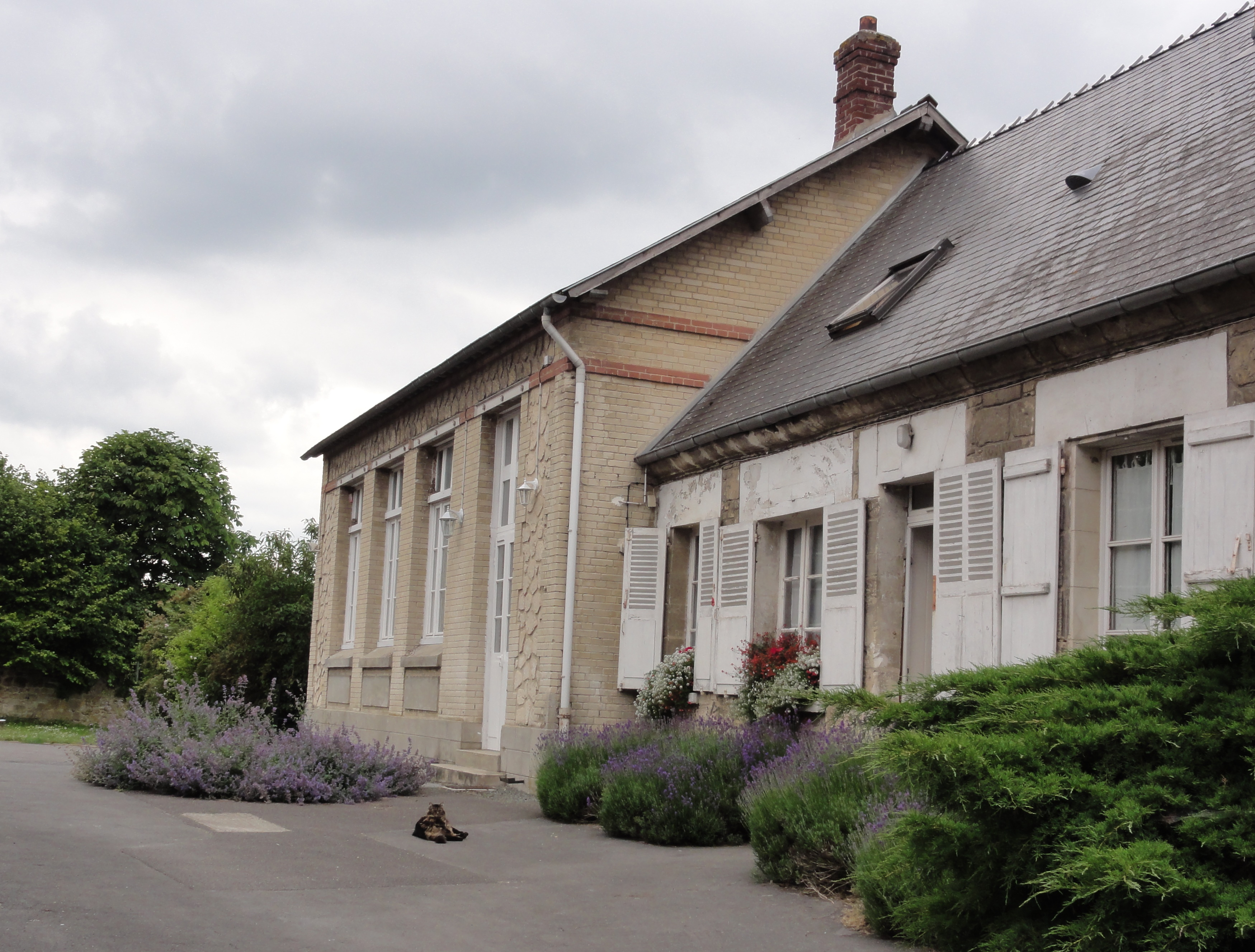
Schule
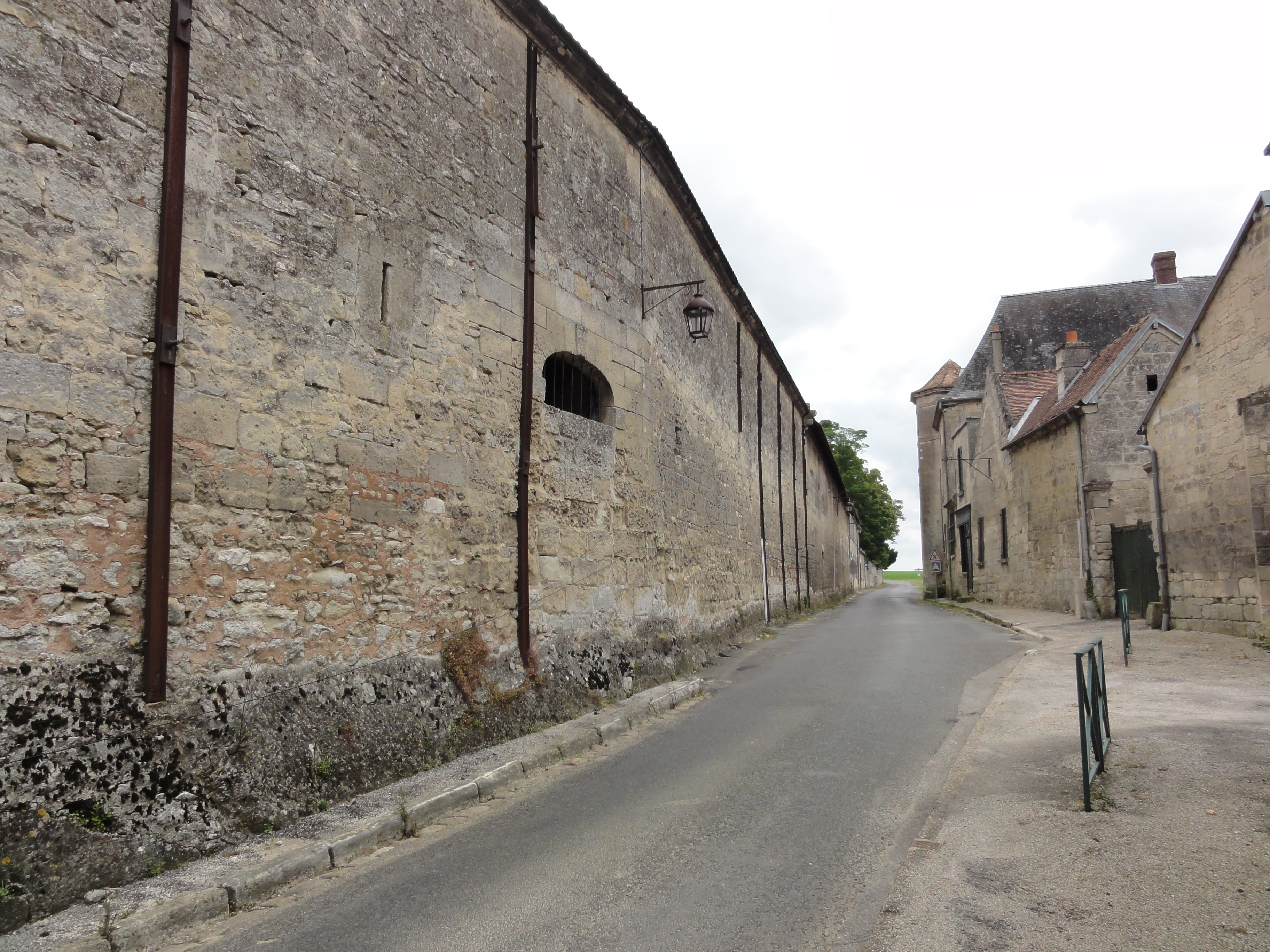
Rue des Templiers
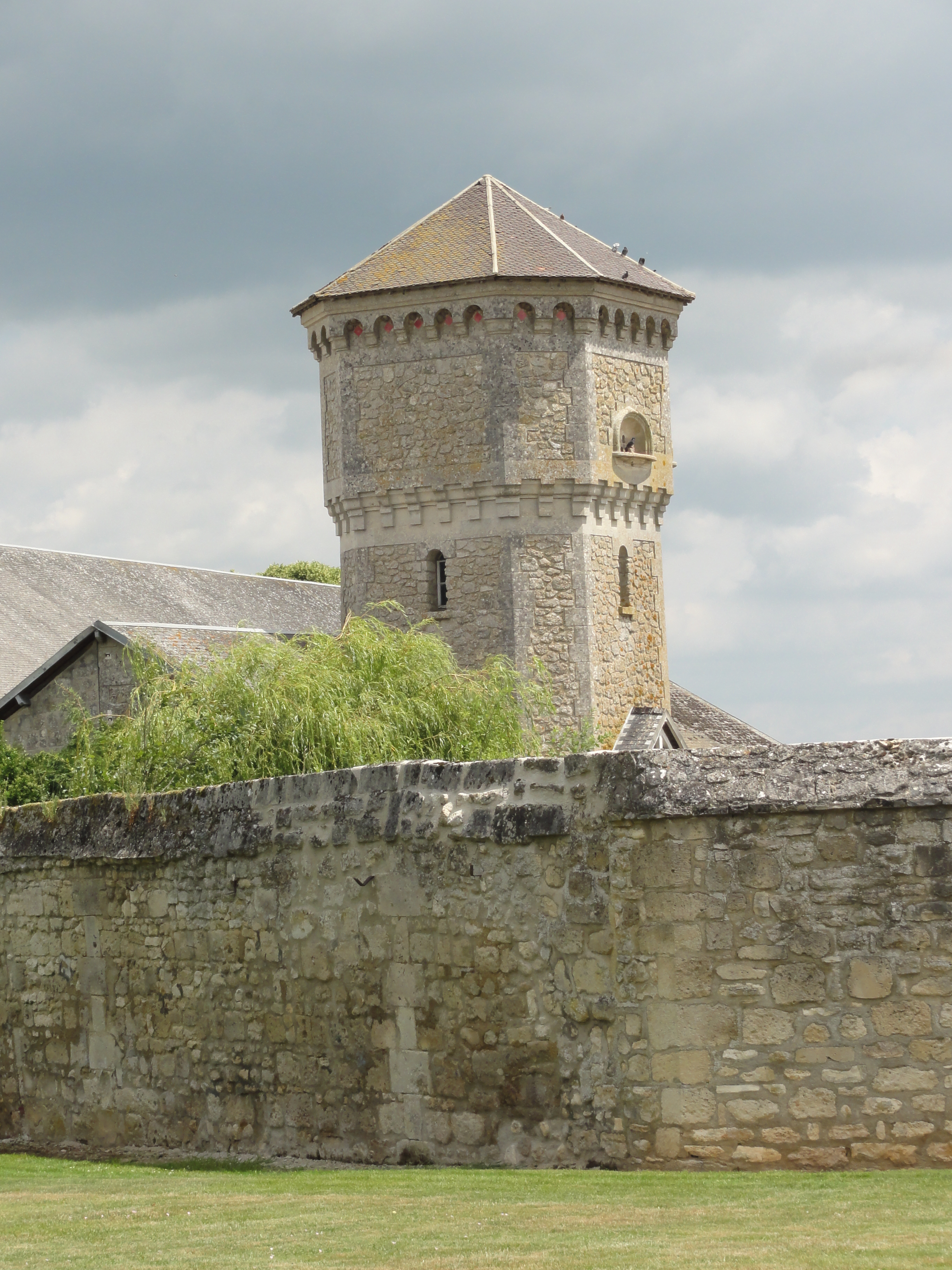
Taubenhaus in Vaubéron